# موسيقى البلاط الكوري

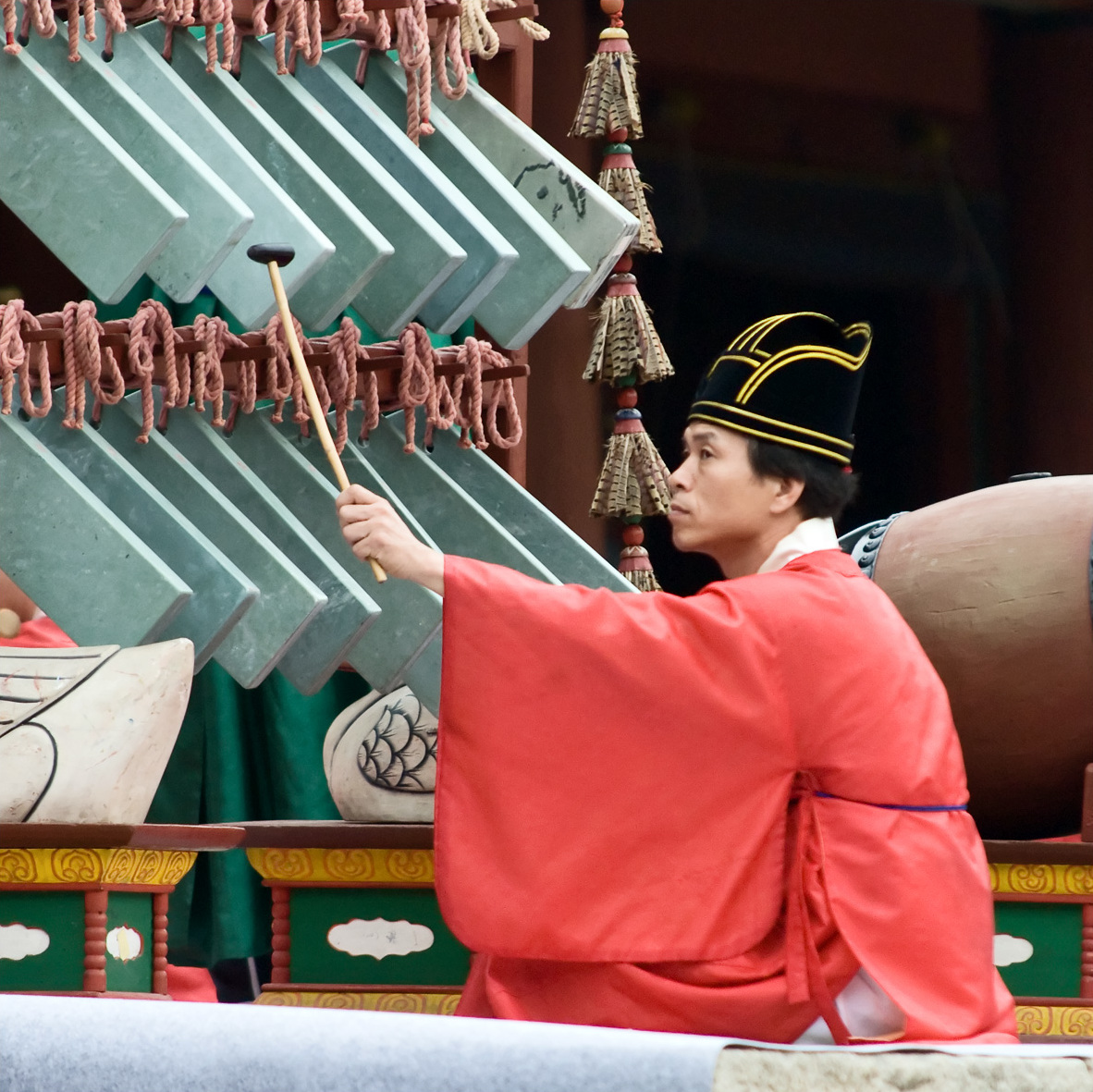

موسيقى البلاط الكوري تشير إلى موسيقى البلاط الملكي في عهد مملكة جوسون (1392 ~ 1910). لا يعرف الكثير عن موسيقى البلاط الملكي في الممالك الكورية السابقة.